# Токсикодендрон сочный
Токсикоде́ндрон со́чный, или сума́х сочный, также восковое дерево, лаковое дерево японское, японское восковое дерево, сумах последовательный (лат. Toxicodéndron succedáneum) — кустарник или небольшое дерево родом из Азии, вид рода Токсикодендрон (Toxicodendron) семейства Анакардиевые (Anacardiaceae).

## Ботаническое описание

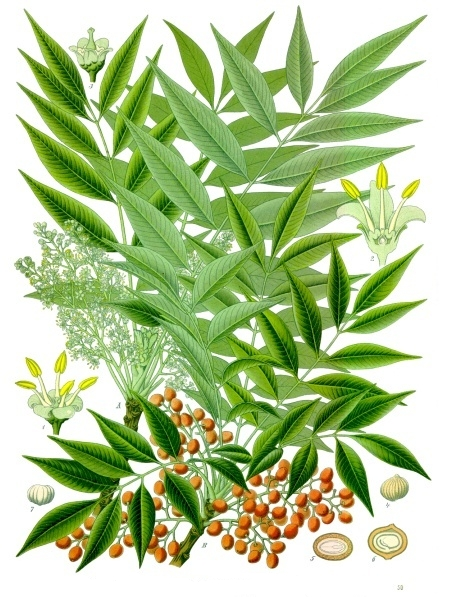
Ботаническая иллюстрация

Токсикодендрон — обычно двудомный крупный кустарник или небольшое дерево до 10 м в высоту. Молодые ветки гладкие или бархатисто-опушённые.
Листья пальчато-рассечённые на 4—15 долей, каждая из которых 3—16 см длиной, продолговато-яйцевидная или эллиптическо-ланцетовидная, с цельным краем. Верхняя поверхность листочков голая или слабо опушённая, ярко-зелёная, нижняя — иногда бархатистая, сероватая.
Цветки собраны в разреженные метёлки в пазухах листьев, жёлто-зелёные. Чашечка из пяти сросшихся в основании широко-яйцевидных чашелистиков. Венчик также пятидольчатый, раздельнолепестный. Тычинки в числе 5, около 2 мм длиной, с яйцевидными пыльниками. Завязь верхняя, шаровидной формы.
Плоды — довольно крупные светло-коричневые асимметричные костянки до 1 см в диаметре. Семена почти шаровидные, тёмно-коричневого цвета.

## Ареал
Токсикодендрон сочный распространён на равнинных и холмистых местностях Восточной Азии на высоте от 100 до 2500 м над уровнем моря. Естественный ареал — Китай, Индия, Камбоджа, Корея, Лаос, Вьетнам, Таиланд и Япония. Завезён в Австралию, где натурализовался и стал опасным инвазивным видом.

## Токсичность
Как и у других видов рода Токсикодендрон, во всех частях воскового дерева содержится сильный аллерген урушиол. Прикосновение к листьям и стволу растения может вызвать сильные раздражения кожи.
Плоды токсикодендрона съедобны, однако их употребление в пищу не рекомендуется из-за ядовитости других частей растения.

## Таксономия

### Синонимы
- Augia sinensis Lour., 1790
- Rhus fraxinifolia Salisb., 1796
- Rhus pubigera Blume, 1827
- Rhus succedanea L., 1771basionym